# هابسبورغ (سويسرا)
هابسبورغ هي بلدية تقع في مقاطعة بروغ في كانتون أرجاو في شمال سويسرا، وتقع على بعد ثلاثة كليومترات جنوب غرب مدينة بروغ عاصمة المقاطعة.
استوحت هابسبورغ اسمها من قلعة هابسبورغ التي بنيت حوالي 1020-1030 من قبل الكونت رادبوت من كليتغاو القربية من دوقية شوابيا، التي كانت هابسبورغ جزءاً منها في ذاك الوقت.